# Yana Milev
Yana Milev (*  in Leipzig als Jana Milev) ist eine deutsche Soziologin, Künstlerin und Kuratorin.

## Leben
Milev wuchs als Tochter des bulgarischen Arztes Gancho Milev (1922–2011, genannt Geo Milev) und der Deutschen Karin Fahr-Mileva in Leipzig auf. Nach eigenen Angaben begann sie 1982 ein Studium an der Pädagogischen Hochschule Erfurt, das sie 1983 aus politischen Gründen nicht fortsetzen konnte. Sie arbeitete anschließend an den Städtischen Theatern Leipzig zunächst als Ankleiderin und in der Requisite, später als Bühnenbildassistentin. 1983 begann sie ein Abendstudium der Malerei und Grafik an der Hochschule für Grafik und Buchkunst Leipzig. Sie wechselte anschließend in die Abteilung Bühnenbild an der Hochschule für Bildende Künste Dresden (HfBK). Das Studium beendete sie 1993 mit dem Diplom. Anschließend studierte sie mit einer Graduiertenförderung des Landes Sachsen an der HfBK Dresden in der Meisterklasse von Günther Hornig. 1995 schloss sie das Studium mit dem akademischen Grad Meisterschülerin der Freien Künste ab und wurde im selben Jahr mit dem Max-Pechstein-Preis ausgezeichnet.
2003 begann Milev ein Doktoratsstudium der Philosophie am Institut für Kunst- und Kulturwissenschaften an der HfG Karlsruhe. Ihre Promotion zur Dr. phil. erfolgte 2008 an der Akademie der bildenden Künste Wien, betreut wurde die Arbeit von Peter Sloterdijk, begutachtet von Elisabeth von Samsonow, Beisitzer war Diedrich Diederichsen. Die Arbeit erschien 2009 als Emergency Empire – Teil 1, ein zweiter Teil war laut Milev in Planung, erschien jedoch nicht. Milev war an der Zürcher Hochschule der Künste und am Karlsruher Zentrum für Kunst und Medien aktiv. 2014 habilitierte sie sich an der Universität St. Gallen unter der Mentorenschaft von Franz Schultheis mit einem Thema zur politischen Designsoziologie und wurde zur Privatdozentin für Kultursoziologie ernannt.
1994 änderte Milev ihren Vornamen von „Jana“ in „Yana“. 2003 ließ sie sich protestantisch taufen.

## Künstlerisches Werk
In den letzten Jahren der DDR war Milev in der Subkultur aktiv, vor allem in den Bereichen Schmalfilm, Performance und Konzeptkunst. Durch den Kontakt zum Autoperforationsartisten Via Lewandowsky gelangte sie zum Super-8-Film. In seriellen Multi-Media-Inszenierungen agierte sie mit Künstlern wie Paul Landers, Christian Lorenz, André Greiner-Pol (Freygang), Johannes Jansen und Matthias Baader Holst in Jam-Sessions. In den 1990er Jahren verlagerte sich Milevs Arbeitsschwerpunkt auf die Rauminstallation. Von 1992 bis 2003 war Milev Künstlerin der Galerie Eigen + Art. 1997 war sie zusammen mit vier Künstlern der Galerie auf der Documenta 10 vertreten.

## Forschung
Milevs Schriften zum anthropologischen und soziologischen Designbegriff wurden in der kultur- und sozialwissenschaftlichen Designtheorie rezipiert. 2017 begründete Milev am Seminar für Soziologie der Universität St. Gallen in Kooperation mit dem Institute of Cultural Studies der ZHdK das Forschungsprojekt Entkoppelte Gesellschaft. Liberalisierung und Widerstand in Ostdeutschland seit 1989/90. Ein soziologisches Laboratorium für eine Laufzeit von fünf Jahren. Sie erhielt von beiden Instituten, an denen sie als wissenschaftliche Mitarbeiterin und Projektleiterin angestellt war, eine Anschubfinanzierung. Das Forschungsprojekt wird seit 2018 in einer neunbändigen Schriftenreihe vom Verlag Peter Lang herausgegeben und von der Rosa-Luxemburg-Stiftung gefördert.

## Positionen

### Zur deutschen Wiedervereinigung
In ihren Sachbüchern zur deutschen Wiedervereinigung vertritt Milev die in Geschichts- und Sozialwissenschaften umstrittene These einer „Kolonialisierung Ostdeutschlands“ durch die Bundesrepublik. Ihren Thesen wurde von Ilko-Sascha Kowalczuk und Wolf-Rüdiger Knoll widersprochen. Ernst Reuß schrieb in einer Rezension des Buchs Das Treuhand-Trauma (2020) zu Milevs „Interpretation des Einigungsvertrages, der ‚nicht nur unrechtmäßig, sondern eine Staatensukzession zu Vollständigwerdung im Völkerrechtssubjekt Deutsches Reich‘ gewesen sei“: „Das erinnert stark an Reichsbürgerlogik“. Ihre Thesen zum „Reichsstrafgesetz der BRD“, zum Einigungsvertrag als „Enteignungsvertrag“ und zum Beitrittsbeschluss der Volkskammer als „Ermächtigungsgesetz“ dienten Vereinfachern und Populisten. 2022 publizierte Milev Thesen zu „Umerziehung“ und „verordnetem Vergessen“ nach 1990 auf einem Portal zur Professionalisierung der politischen Erwachsenenbildung und stieß dort auf starken Widerspruch. Der von ihr zitierte Historiker Jens Gieseke veröffentlichte eine Gegendarstellung und warf ihr verschwörungstheoretisches Gedankengut vor.

### Zur Corona-Politik
In einem Interview mit dem staatlichen russischen Nachrichtenportal Sputnik bezeichnete Milev 2020 die staatlichen Schutzmaßnahmen gegen die COVID-19-Pandemie als inszenierten Kriegszustand: „Nach innen hin erzählen sie der Bevölkerung etwas von Corona, während die sozialen Märkte umgestellt und Inflationen sowie Deflationen initiiert werden.“ Die so geschaffene Situation, ein durch Angst kontrolliertes „Framing“, werde genutzt, um „die Märkte zu regulieren und um die Markthoheit neu zu ordnen“. Milev behauptete, dass sich die Situation eines „rechtsfreien Raumes“ und einer „zentralen Regierungsstrategie“ der „Tarnung und Täuschung“ in der frühen Vereinigungspolitik zwischen 1990 und 1994 ab 2020 in der Pandemie krisenhaft wiederholt habe. Raj Kollmorgen schrieb in der Ostthüringer Zeitung, hier werde „aus dem Versuch einer gegendiskursiven Kritik des von oben und außen, das heißt von westdeutschen Eliten administrierten Vereinigungsprozesses in einem platten und begründungsfreien Analogieschluss eine verschwörungstheoretische Behauptung“.

## Plagiatsvorwürfe
Gegen Milevs 2008 verteidigte und 2009 veröffentlichte Dissertation erhob die Plattform VroniPlag Wiki im November 2022 Plagiatsvorwürfe. Angeblich enthalten zahlreiche Stellen der 2009 veröffentlichten Arbeit ungekennzeichnete Übernahmen aus Artikeln der deutschsprachigen Wikipedia. Dokumentiert sind nicht gekennzeichnete Übernahmen aus mindestens 53 Wikipedia-Artikeln (Stand: 2022). Milev gab außerdem im Lebenslauf in der Dissertation ein Geburtsdatum an, das im Widerspruch zu späteren eigenen Angaben steht. Der Plagiatsforscher Jochen Zenthöfer, der darüber in der FAZ berichtet hatte, erwähnte Milev in einem Artikel zur Häufung von Plagiatsfällen deutscher Staatsbürger an österreichischen Universitäten. Die Akademie der Bildenden Künste Wien kündigte die Bildung einer Kommission zur Überprüfung der Dissertation an. Thomas Trenkler kritisierte im August 2023 im Kurier die schleppende Aufarbeitung des Falls.
Im Juni 2023 erhob VroniPlag Wiki auch gegen Milevs 2014 veröffentlichte Habilitationsschrift Designsoziologie Plagiatsvorwürfe.

## Ausstellungen (Auswahl)
- 1990: L’autre Allemagne hors les murs. La grande halle de la Villette, Paris
- 1995: Club Berlin. kuratiert von Klaus Biesenbach, Biennale, Venedig, I
- 1996: exercitium 1.01.-schweigen im reigen. Rauminstallation Leonhardi-Museum, Dresden
- 1997: documenta X, Ottoneum, Kassel, kuratiert von Catherine David
- 1998: Haus der Kunst München
- 1999: Children of Berlin. MoMA PS1, kuratiert von Klaus Biesenbach, New York, USA
- 2000: Floating Cities. Haus der Kulturen der Welt, Berlin
- 2003: Neuen Nationalgalerie Berlin
- 2005: the storytellers return: romantica und cella. Kuratiert von Volkmar Billig, Kloster Altzella, Nossen
- 2006: revision ddr/40 jahre videokunst. Museum der bildenden Künste Leipzig
- 2007: Transmediale, Akademie der Künste, Berlin
- 2011: Hab ich Euch nicht blendend amüsiert? Weibliche Subversionen in der späten DDR. Kunsthalle Mannheim
- 2014: Wir werden 100. Anlässlich der Eröffnung des Max Pechstein Museums, Kunstsammlung Zwickau, Max-Pechstein-Museum Zwickau
- 2016: Gegenstimmen. Martin Gropius Bau Berlin

## Schriften

### Als Autorin
- Emergency Empire – Teil 1: Souveränität. Transformation des Ausnahmezustands. Zugleich Dissertation. Springer, Wien/ New York 2009, ISBN 978-3-211-79811-9
- Emergency Design – Anthropotechniken des Über/Lebens, Eine kulturanthropologische Perspektive. Merve Verlag, Berlin 2011, ISBN 978-3-88396-300-6
- Designsoziologie. Der erweiterte Designbegriff im Entwurfsfeld der politischen Theorie und Soziologie. Peter Lang, ISBN 978-3-631-65670-9
- Entkoppelte Gesellschaft – Ostdeutschland seit 1989/90. Band 1: Anschluss. Peter Lang, Berlin 2018, ISBN 978-3-631-77153-2
- Demokratiedefekte. Ein Essay zum normativen Populismus, Agenda Verlag, Münster 2019, ISBN 978-3-89688-624-8.
- Das Treuhand-Trauma. Die Spätfolgen der Übernahme, Das Neue Berlin, Berlin 2020, ISBN 978-3-360-01359-0.
- Entkoppelte Gesellschaft – Ostdeutschland seit 1989/90. Band 2: Umbau. Peter Lang, Berlin 2019, ISBN 978-3-631-79844-7.
- Entkoppelte Gesellschaft – Ostdeutschland seit 1989/90. Band 3: Exil. Peter Lang, Berlin 2020, ISBN 978-3-631-81990-6.

### Als Herausgeberin
- mit Gerhard Blechinger: Emergency Design. Designstrategien im Arbeitsfeld der Krise. Springer, Wien/New York 2008, ISBN 978-3-211-48760-0
- D.A. - A Transdisciplinary Handbook of Design Anthropology. Peter Lang, 2013, ISBN 978-3-631-61906-3
- Design Kulturen. Der Erweiterte Designbegriff im Entwurfsfeld der Kulturwissenschaft. HFG Forschung, Fink, München 2013, ISBN 978-3-7705-5534-5.
- Europa im freien Fall. Orientierung in einem neuen Kalten Krieg. Turia+Kant, Wien/ Berlin 2016, ISBN 978-3-85132-822-6.
- mit Franz Schultheis: Entkoppelte Gesellschaft – Ostdeutschland seit 1989/90. Band 4: Tatbestände. Peter Lang, Berlin 2019, ISBN 978-3-631-78761-8
- mit Philipp Beckert, Marcel Noack: Entkoppelte Gesellschaft – Ostdeutschland seit 1989/90. Band 5: Zeugnisse, Teil 1: Fotografie. Peter Lang, Berlin 2021, ISBN 978-3-631-81991-3.

## Stipendien und Preise
- 1994: Arbeitsstipendium, Stiftung Kulturfonds der neuen Bundesländer
- 1995: Max-Pechstein-Preis (Förderpreis)[36]
- 1996–1998: Förderstipendium der Günther-Peill-Stiftung